# Dionizy Konkiel
Dionizy Konkiel ps. „Maciek”, „Doniek”, „Kulawy” (ur. 21 lipca 1912 w Wyczerpach, zm. 3 marca 1944 w Częstochowie) – działacz robotniczy, polityk KPP i PPR.

## Życiorys
Dionizy Konkiel urodził się w 1912 roku w Wyczerpach pod Częstochową, obecnie dzielnicy miasta. Był synem Jana i Franciszki ze Stępniewskich, miał braci Jana i Stanisława. Ukończył 7 klas szkoły powszechnej w Wyczerpach, po czym podjął pracę w hucie szkła. W 1930 roku wstąpił do Komunistycznego Związku Młodzieży Polskiej, a potem do Komunistycznej Partii Polski; której sekretarzem był w dzielnicy Kule i w Wyczerpach. Jako działacz KPP współorganizował strajki i akcje protestacyjne robotników. We wrześniu 1939 roku przedostał się na teren okupacji radzieckiej, ale w 1941 roku wrócił do Częstochowy. W 1942 roku był organizatorem komórki Polskiej Partii Robotniczej, następnie tworzył w Wyczerpach Gwardię Ludową. Rok później wszedł w skład Komitetu Miejskiego PPR w Częstochowie.
Aresztowany wraz z braćmi 6 lutego 1944 roku po denuncjacji, był przetrzymywany w więzieniu na Zawodziu w Częstochowie. Przesłuchiwany przez Gestapo. 3 marca, podczas jednego z przesłuchań, nie mogąc wytrzymać tortur, wyskoczył przez okno i zginął na miejscu. Jeszcze tego samego dnia Niemcy rozstrzelali na ul. św. Barbary 10 więźniów z Zawodzia, w tym pozostałych braci Konkielów.
Pochowany wraz z braćmi na cmentarzu Kule w Częstochowie.
W okresie PRL był wraz z braćmi patronem obecnej ul. Wilsona w Częstochowie.